# Paratrechina madagascarensis
Paratrechina madagascarensis är en myrart som först beskrevs av Auguste-Henri Forel 1886.  Paratrechina madagascarensis ingår i släktet Paratrechina och familjen myror.

## Underarter
Arten delas in i följande underarter:
- P. m. ellisii
- P. m. madagascarensis
- P. m. rufescens
- P. m. sechellensis

## Bildgalleri

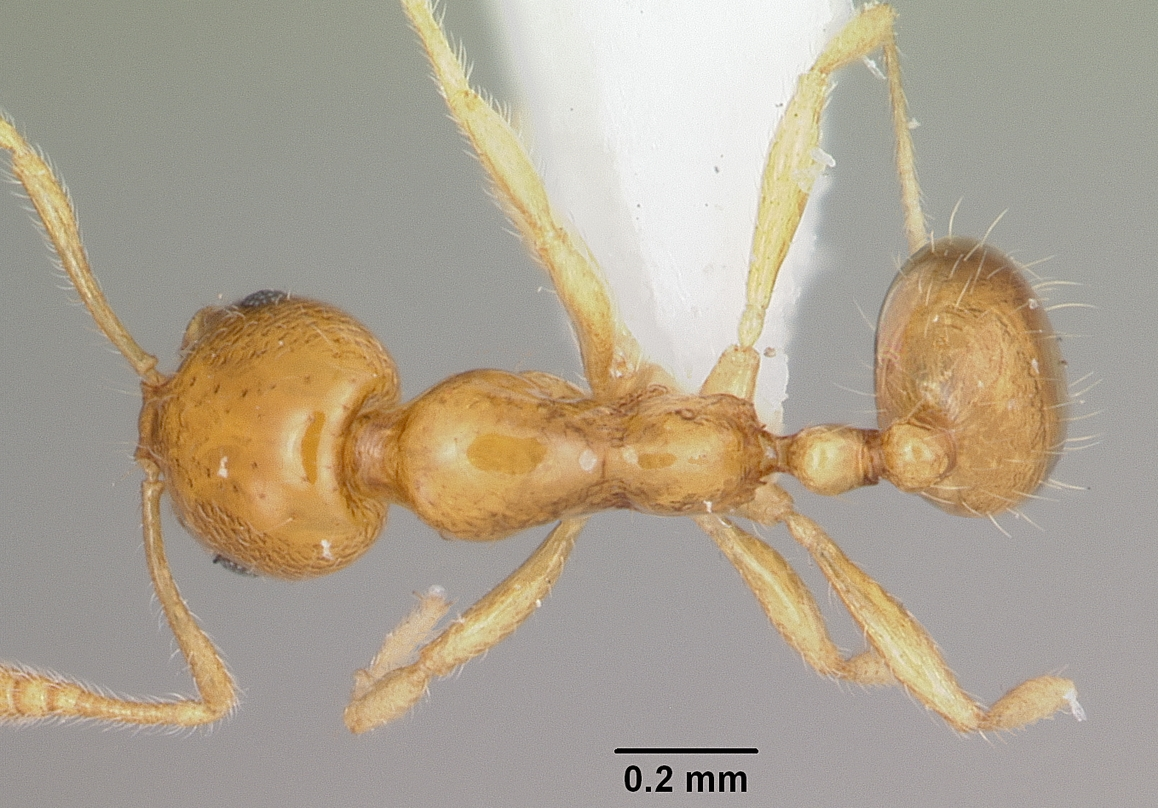
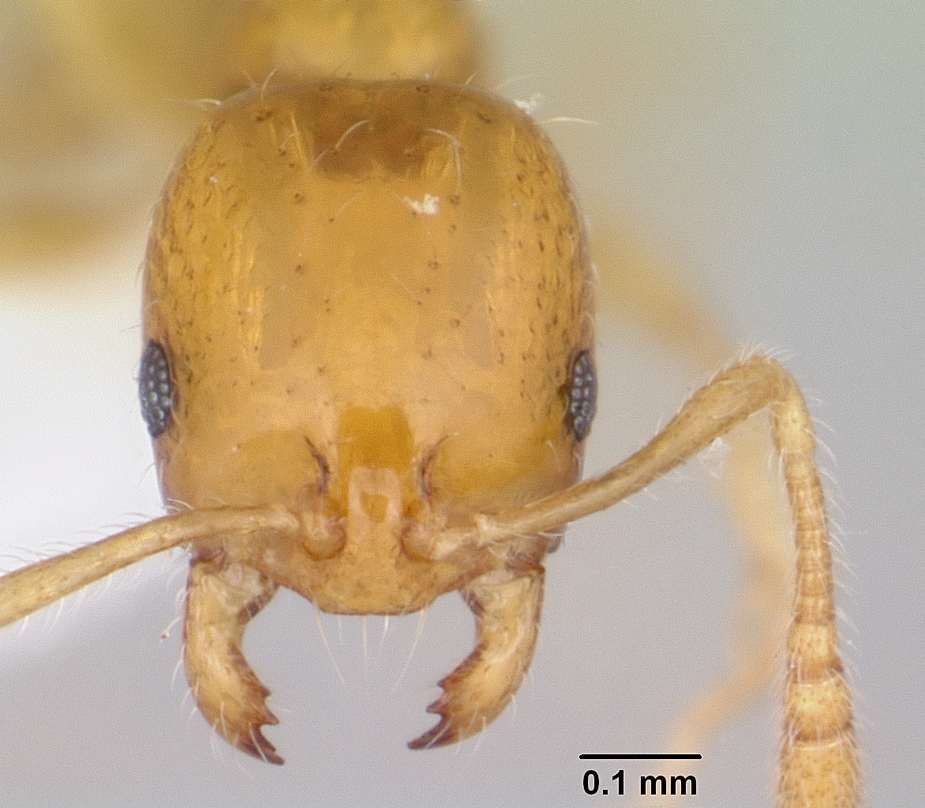
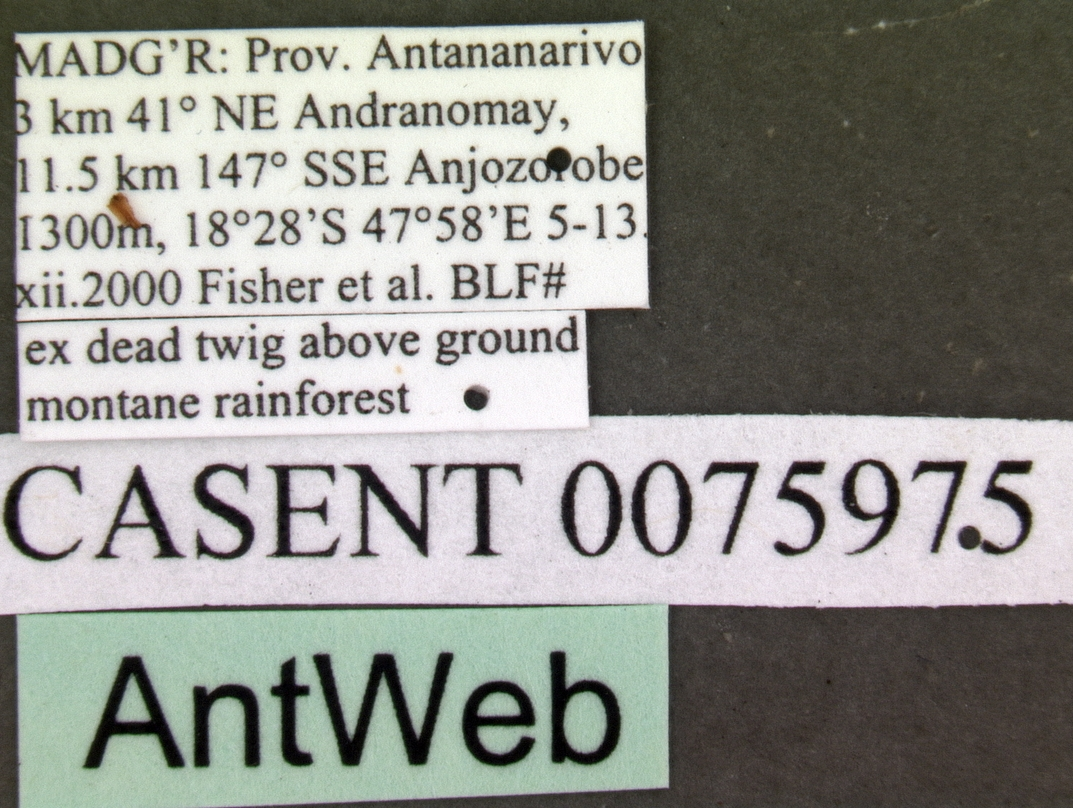
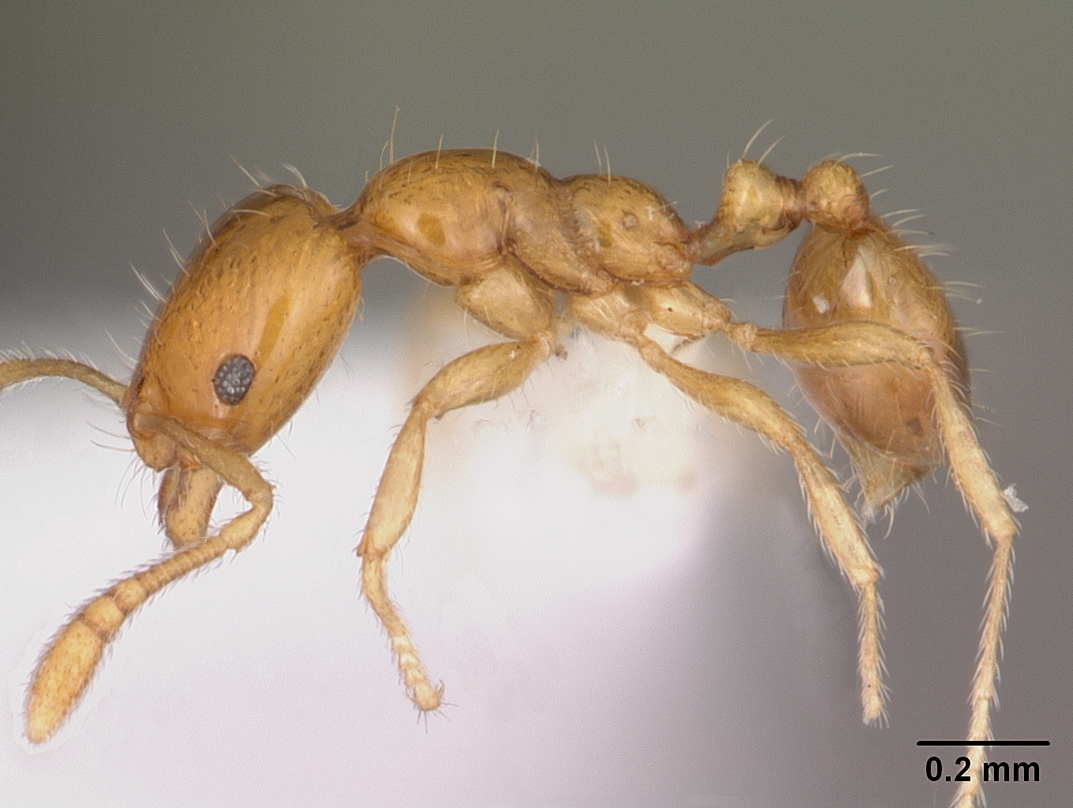
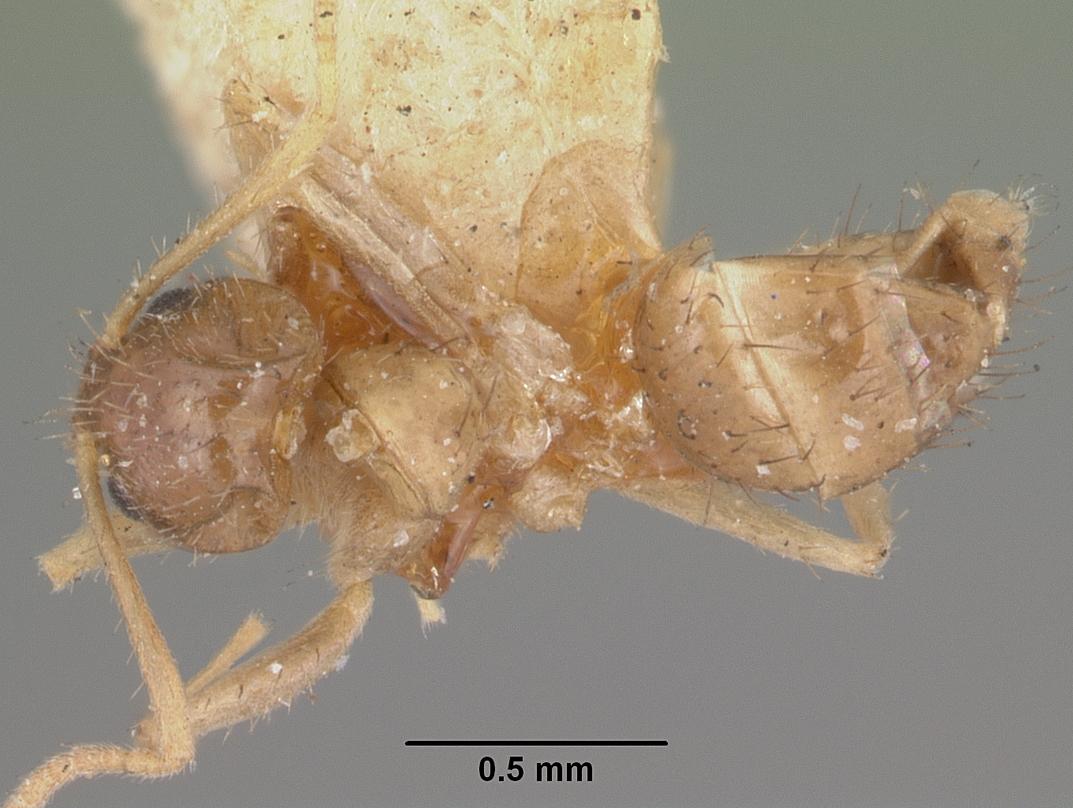
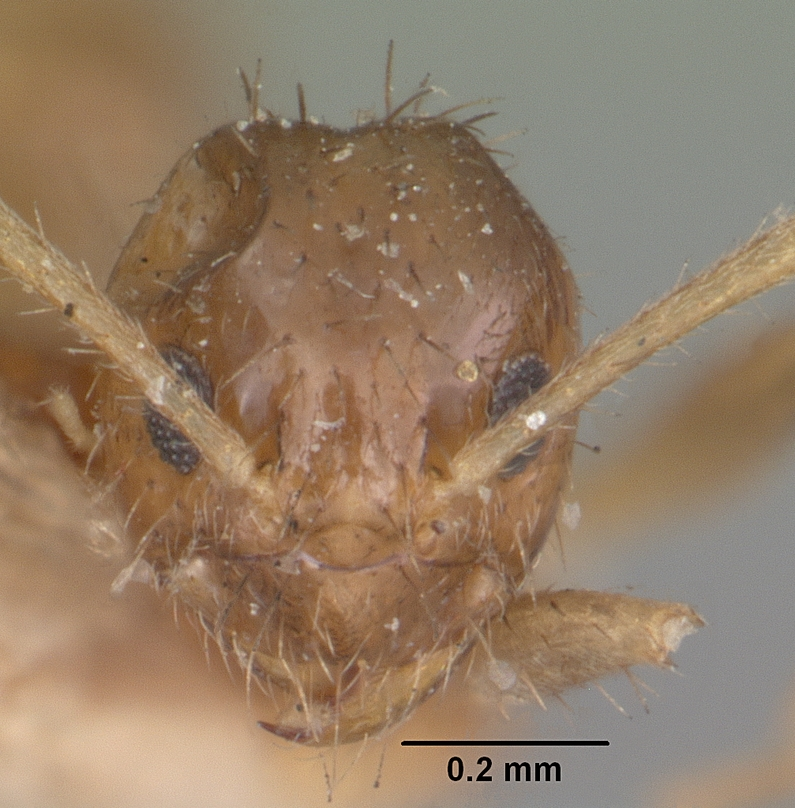